# Église Saint-Martin de Villers-sur-Mer
L'église Saint-Martin est une église catholique située à Villers-sur-Mer, en France. Elle est dédiée à saint Martin, apôtre des Gaules, et dépend du diocèse de Bayeux et Lisieux.

## Histoire

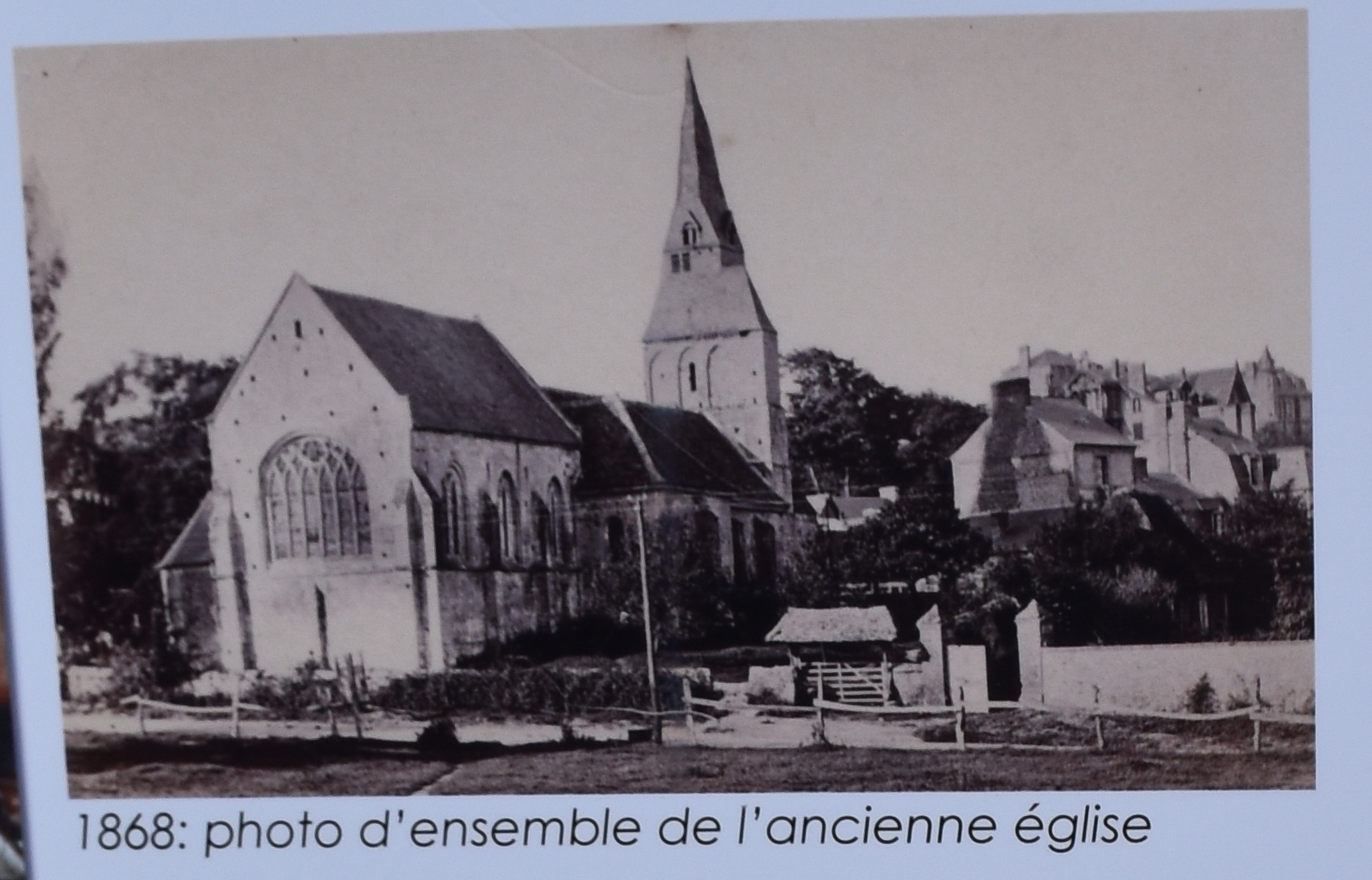
L'ancienne église en 1868, avant sa démolition.

En 1872, l'église du  XVIIe siècle se révélant trop petite, le conseil municipal décide de construire une nouvelle église sans conserver d'éléments anciens. C'est à l'architecte Aimar Lavalley-Duperroux que sont confiés les travaux de la nouvelle église. 

Construite dans la deuxième moitié du XIXe siècle, l'église est de style néo-gothique et est dotée de nombreux vitraux. Les stalles du chœur comportent de remarquables miséricordes ornées de bouquets de fruits, dragons, visages d'enfants avec ailes de chauves-souris et visages d'homme vert.
L'édifice est classé au titre des monuments historiques en 2006.

## Galerie

### Extérieur de l'église saint-Martin

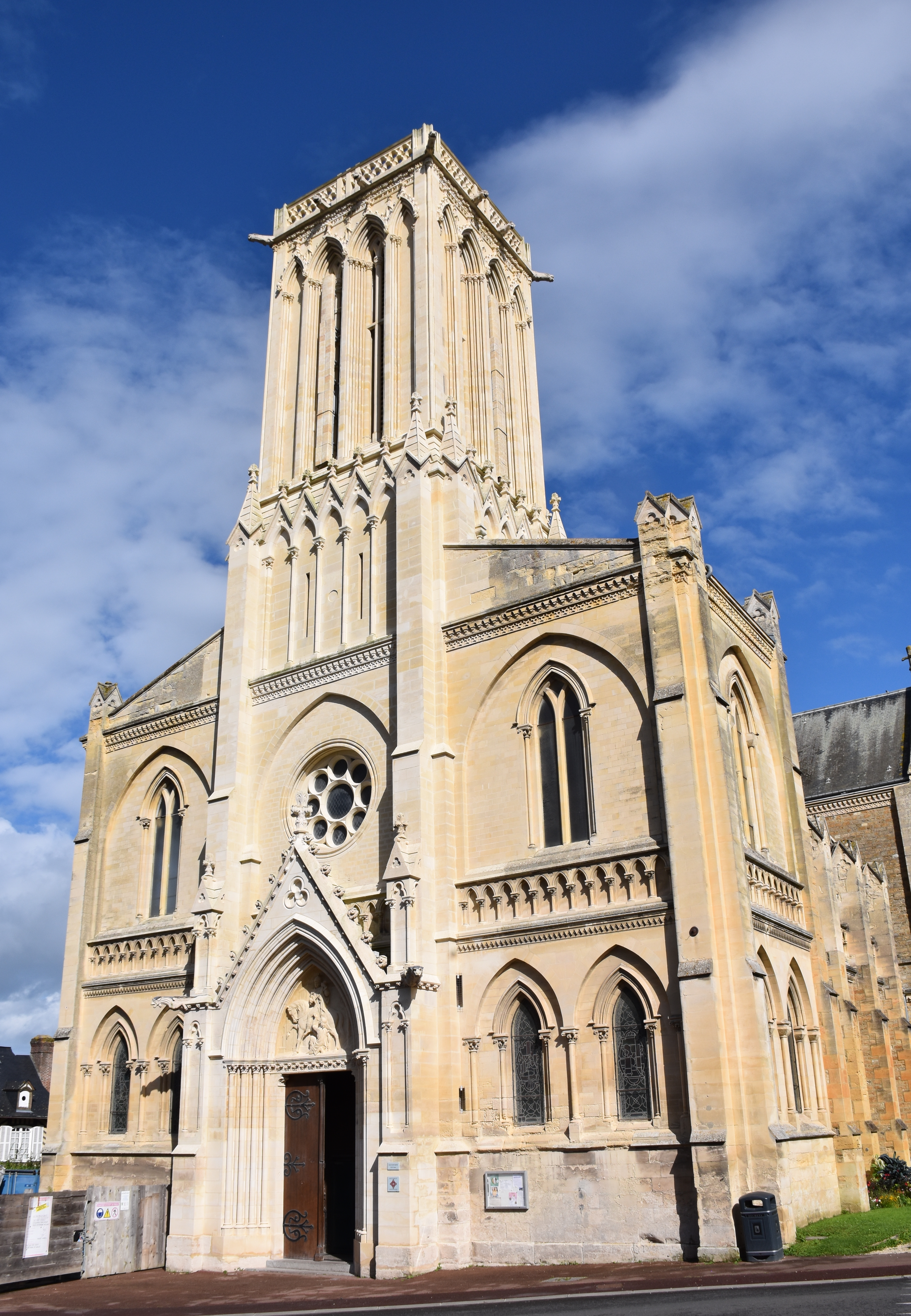
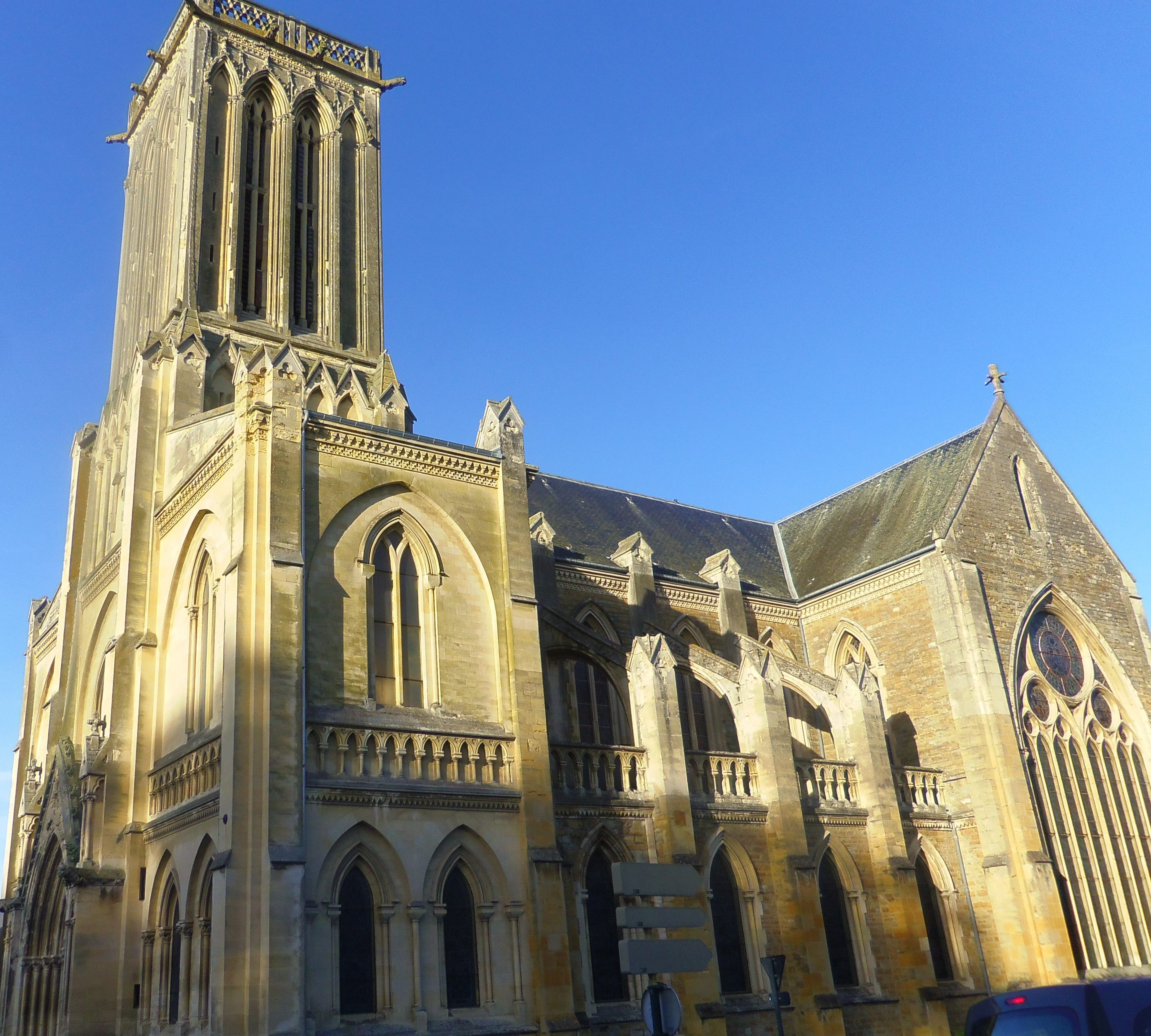
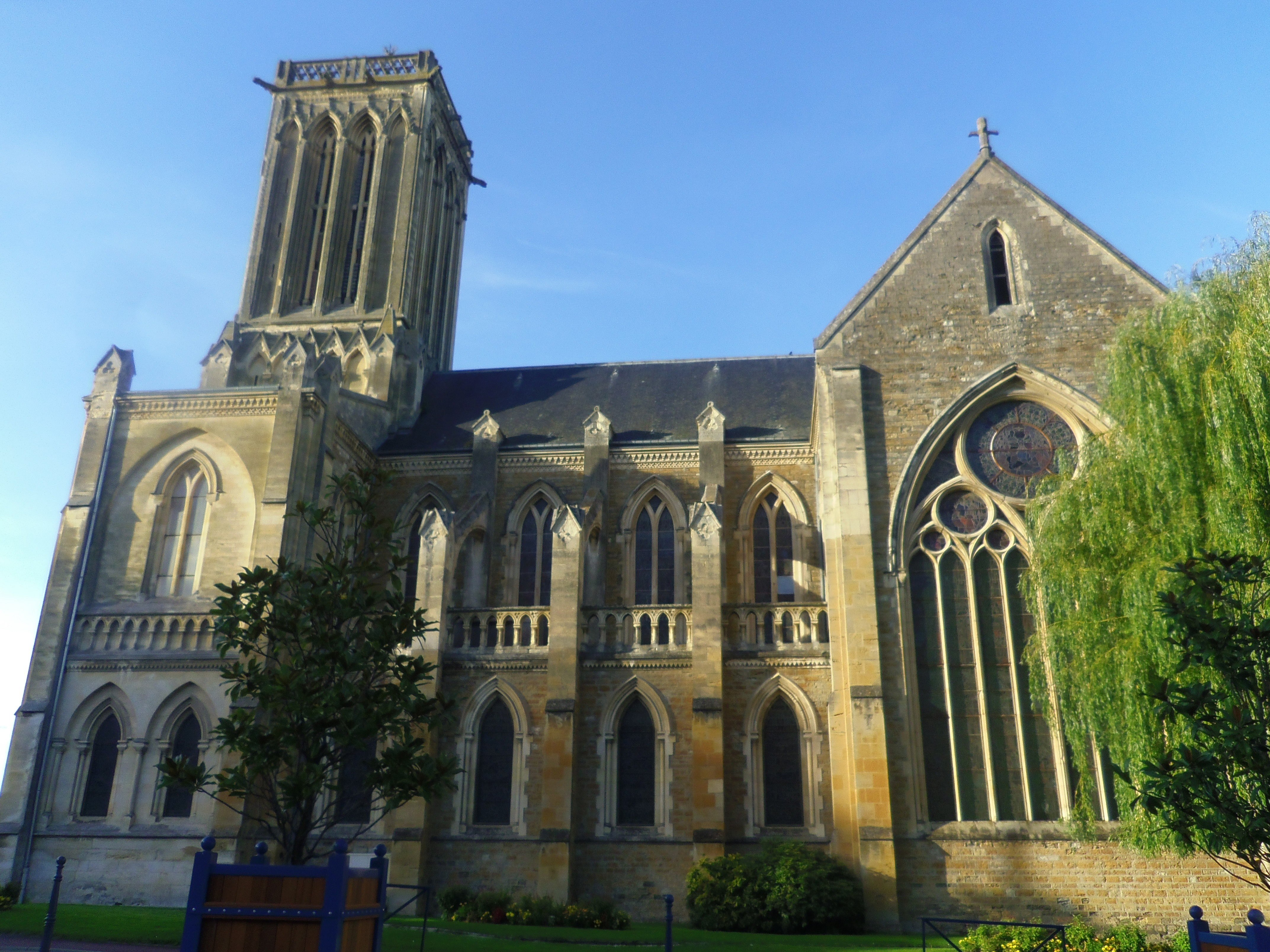
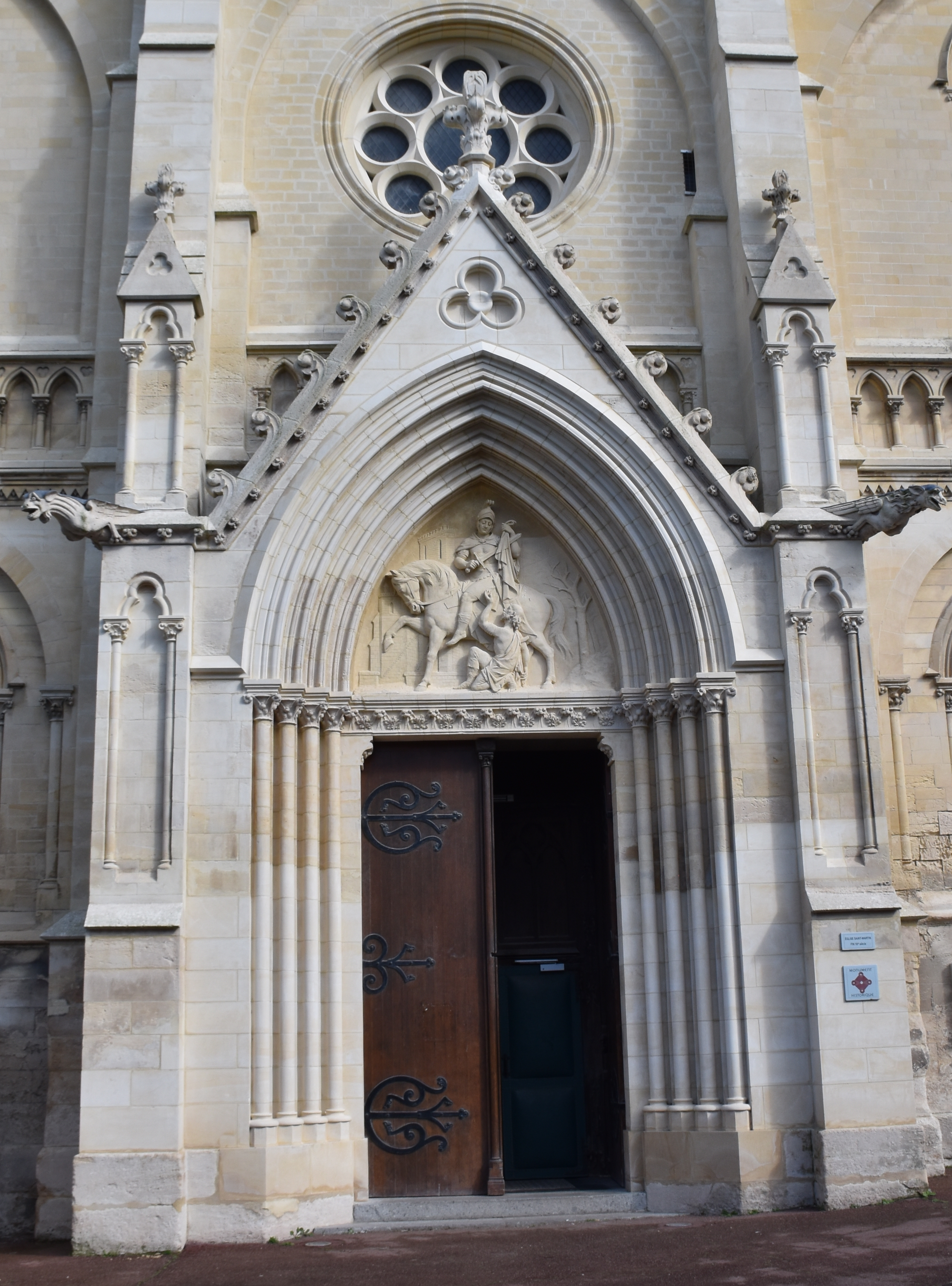
Le portail.
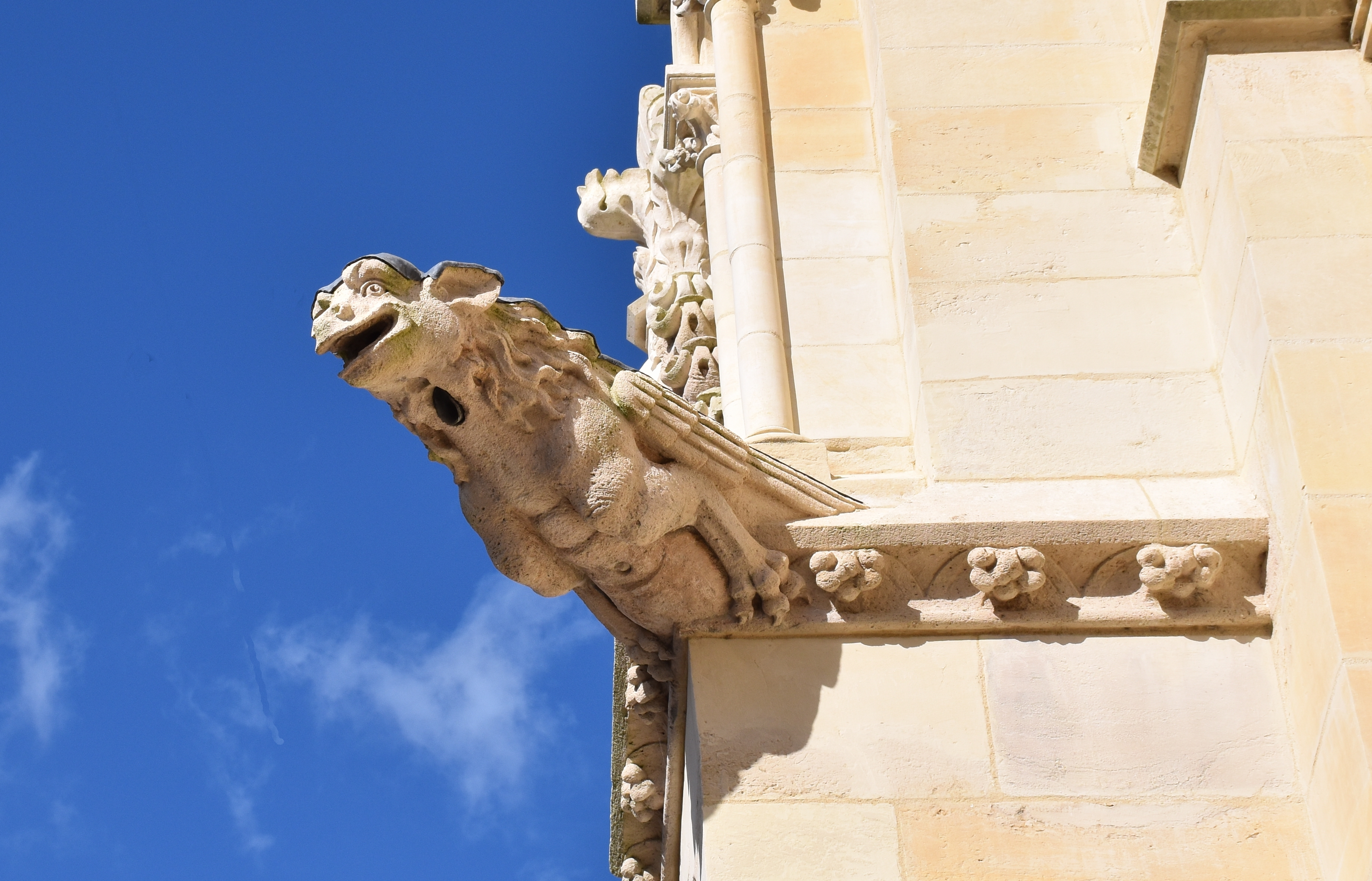
Une gargouille de la façade.

### Intérieur de l'église saint-Martin

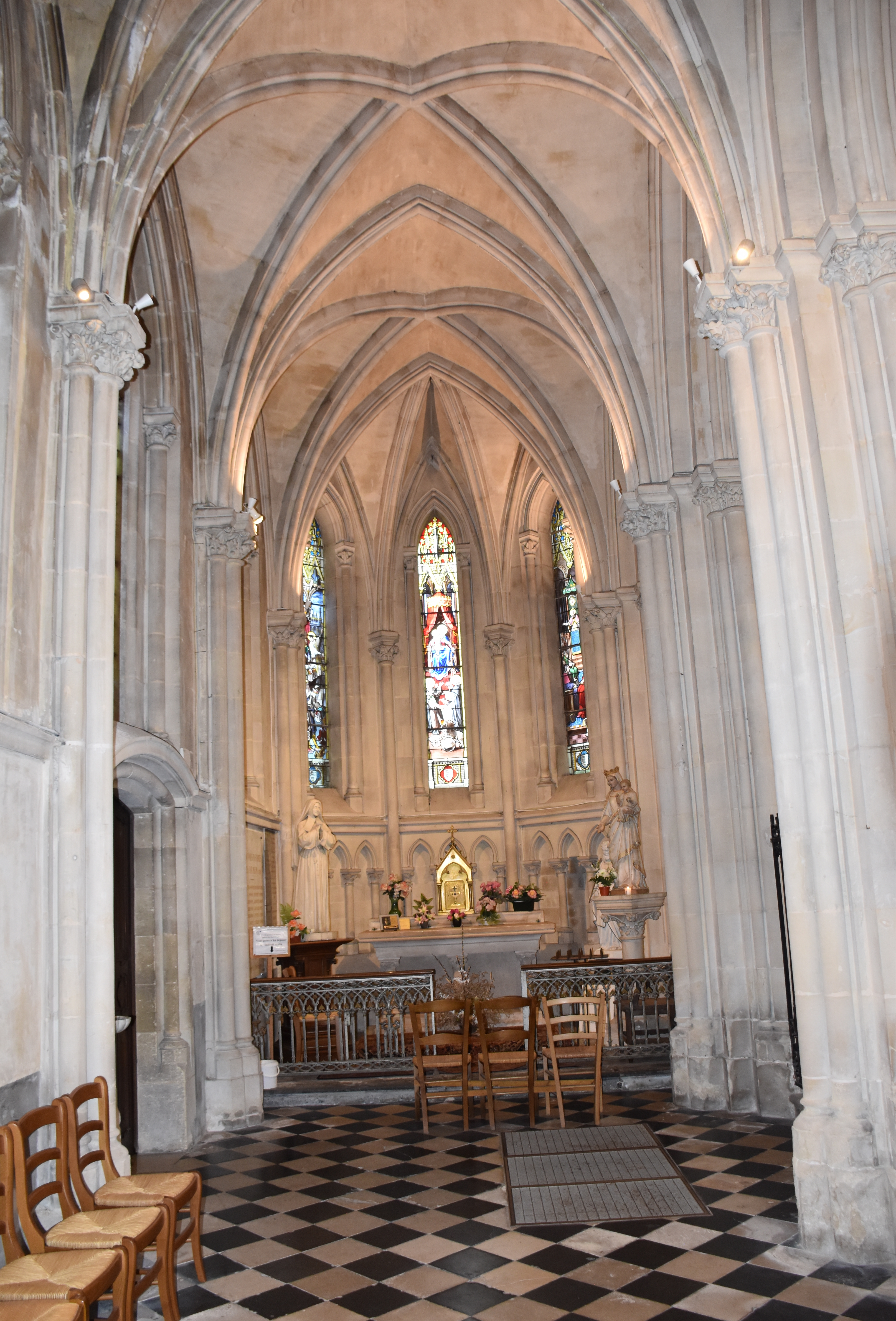
La croisée du transept et le chœur.
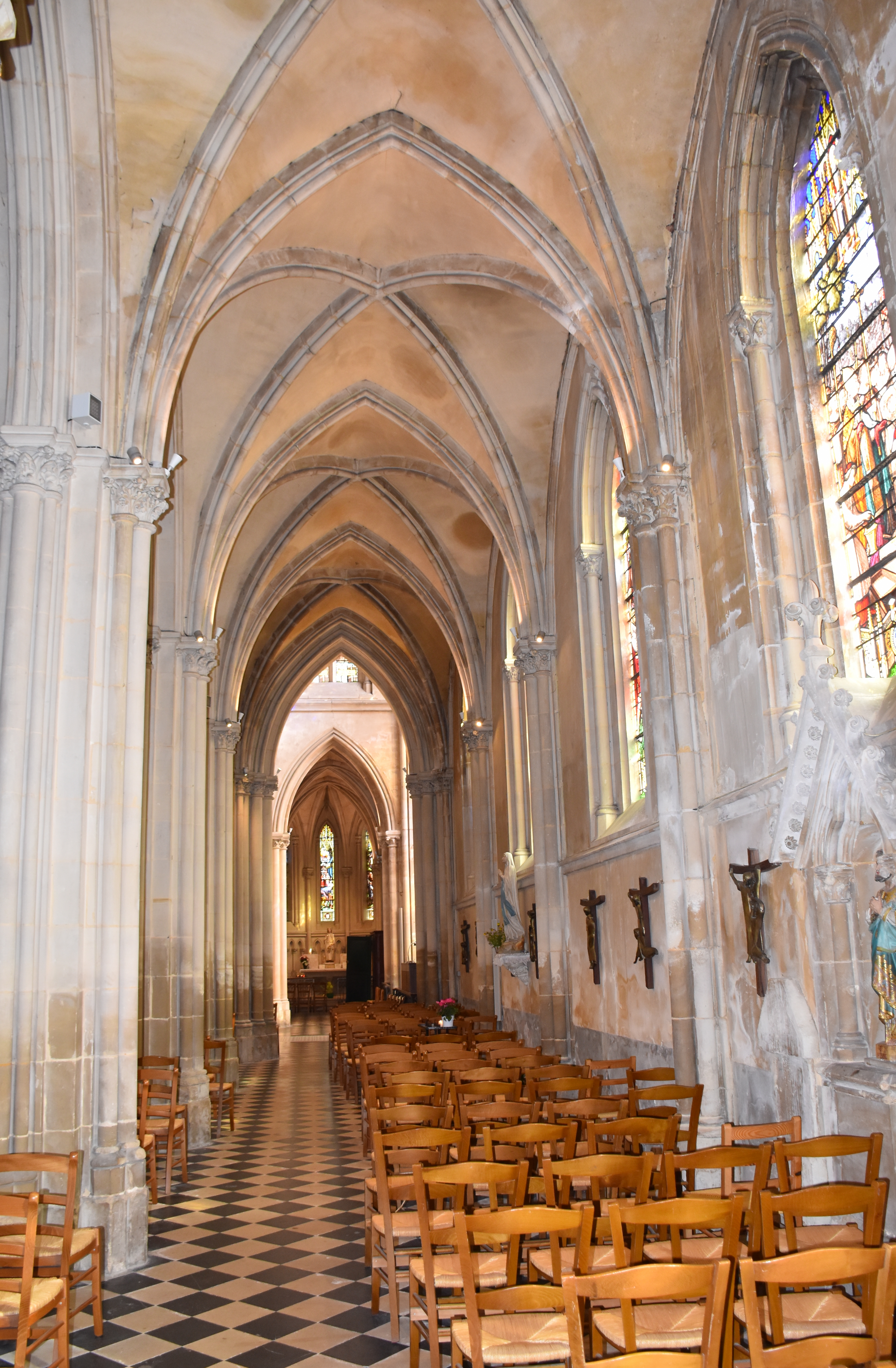
Le bas-côté sud.
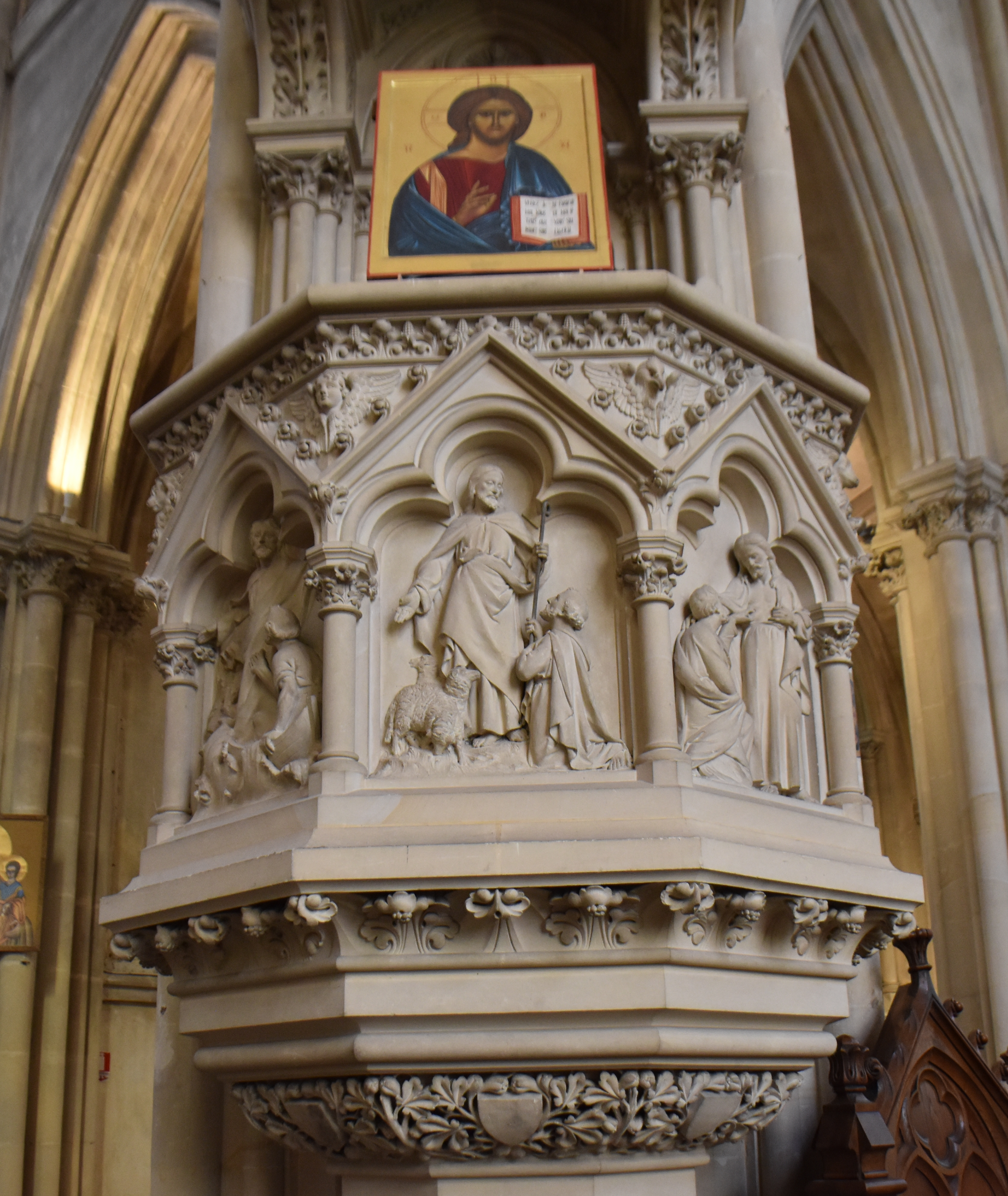
La chaire.
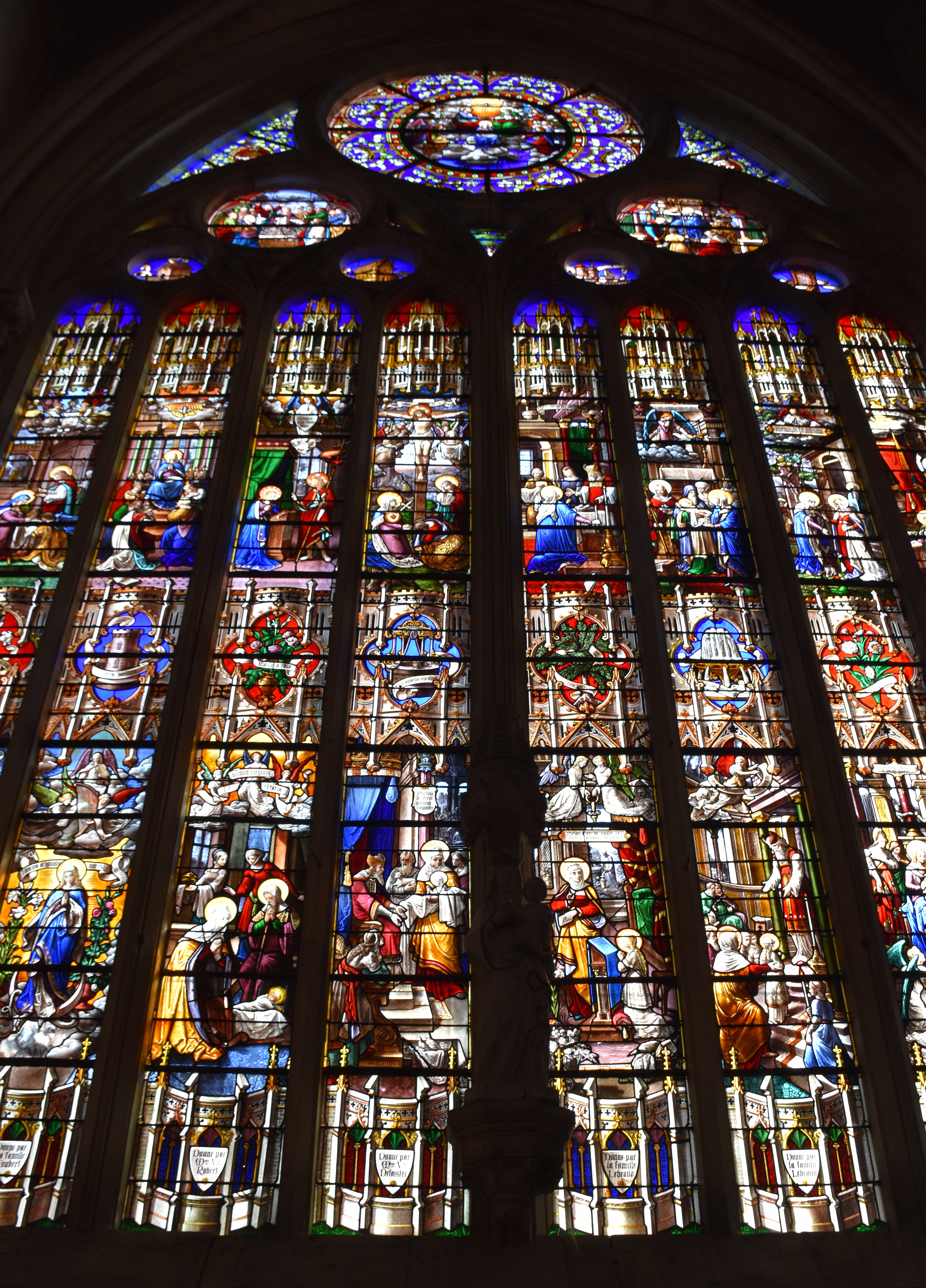
Vitrail monumental.
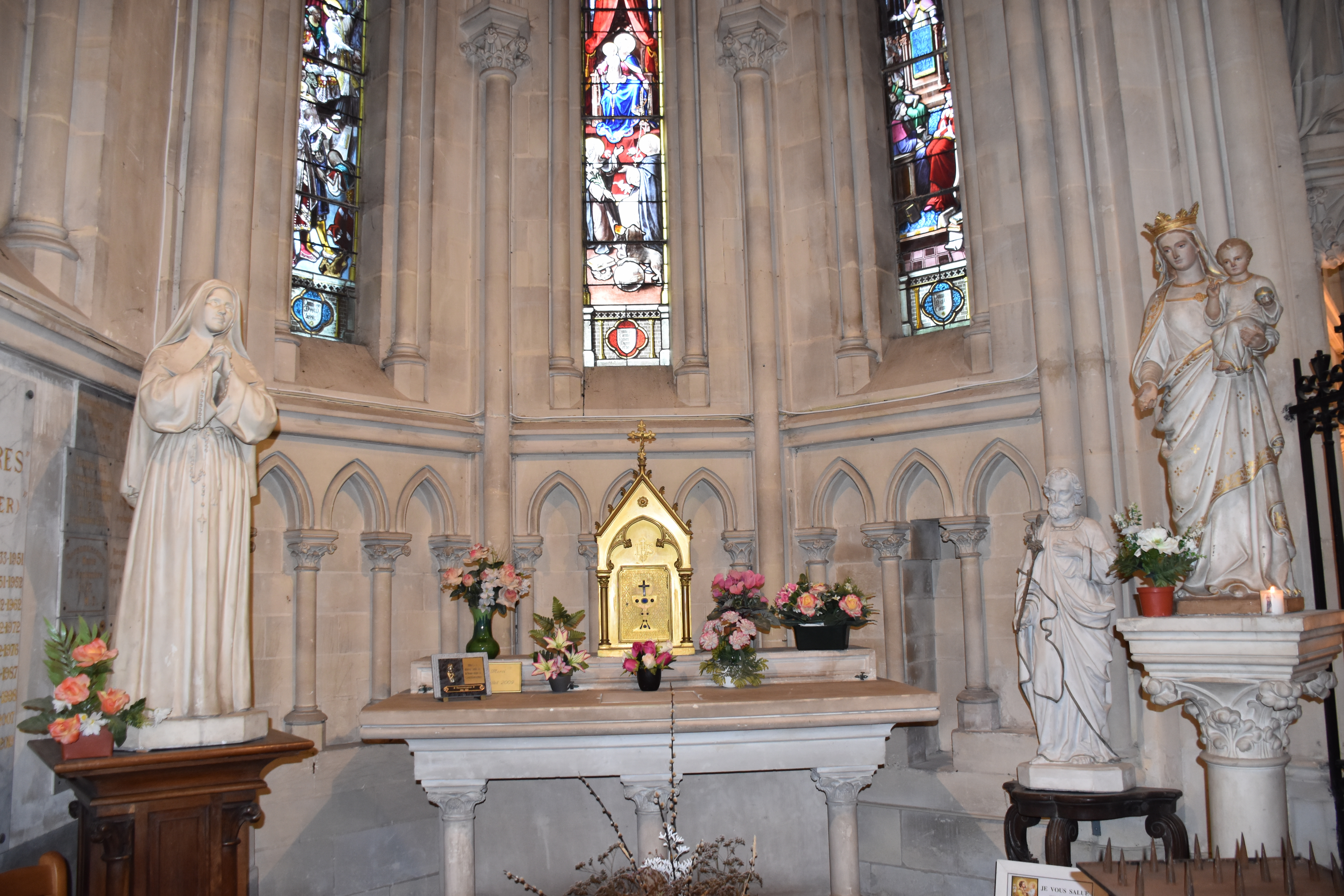
Le chœur.
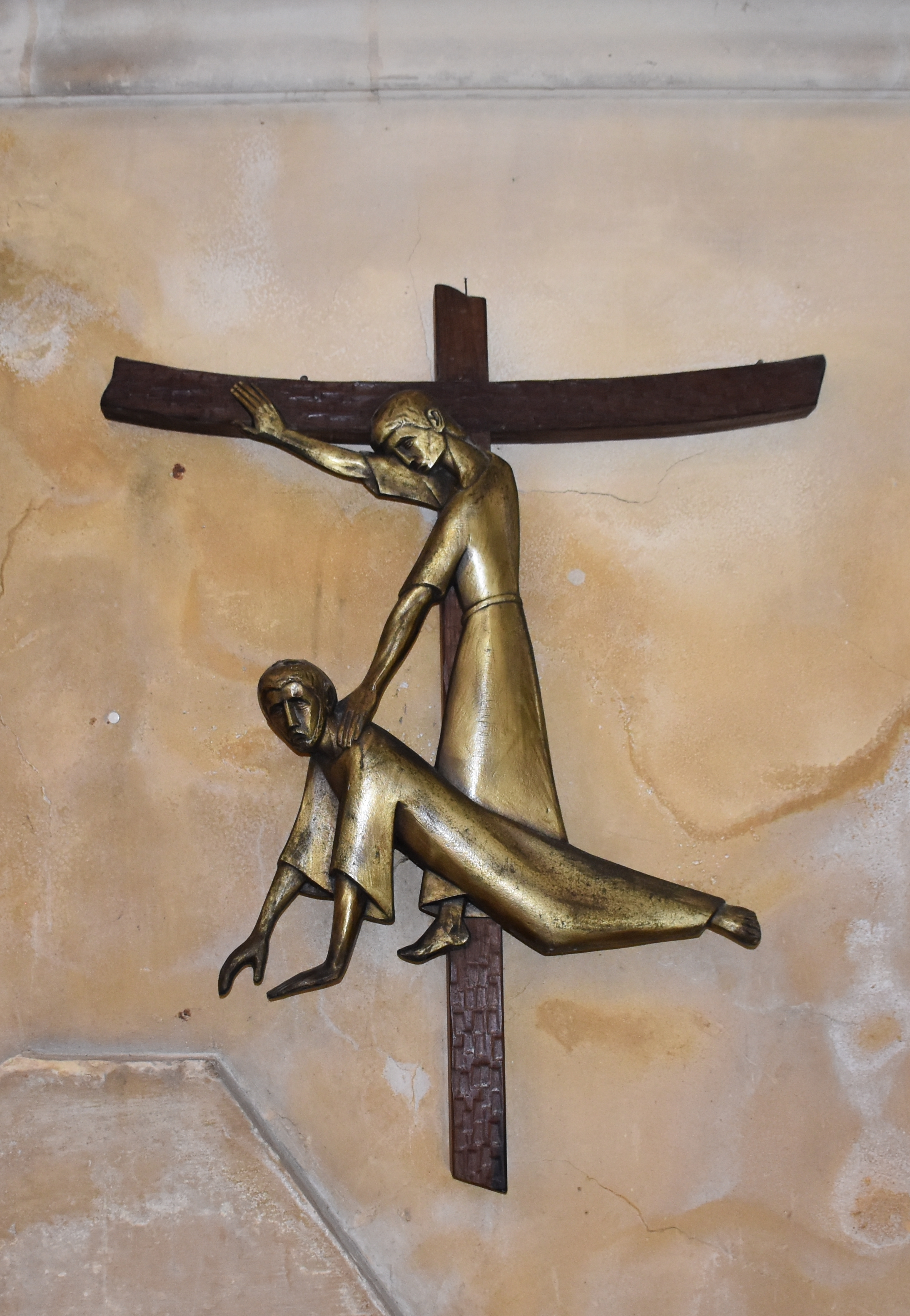
Chemin de croix de style moderne.

Stalles du chœur de l'église
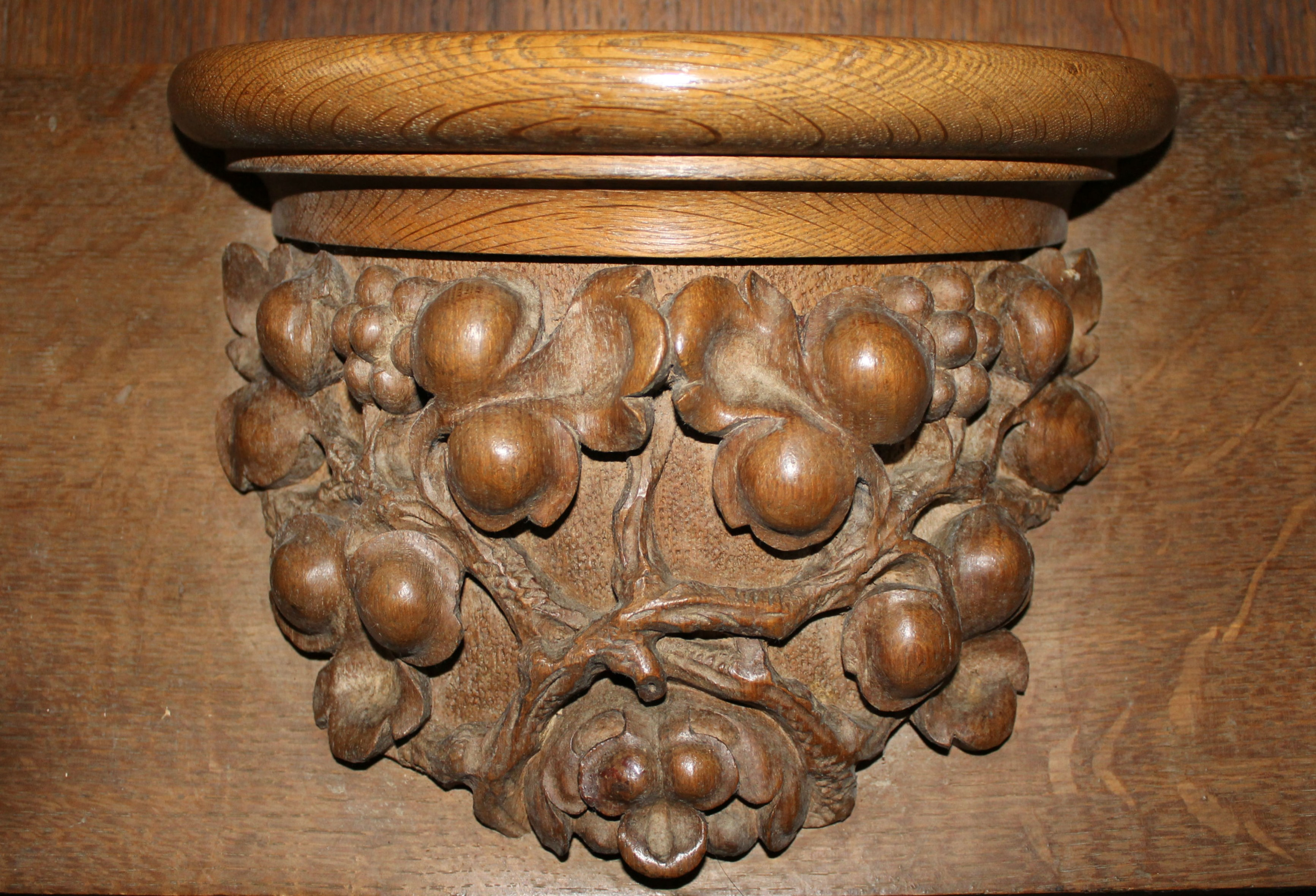
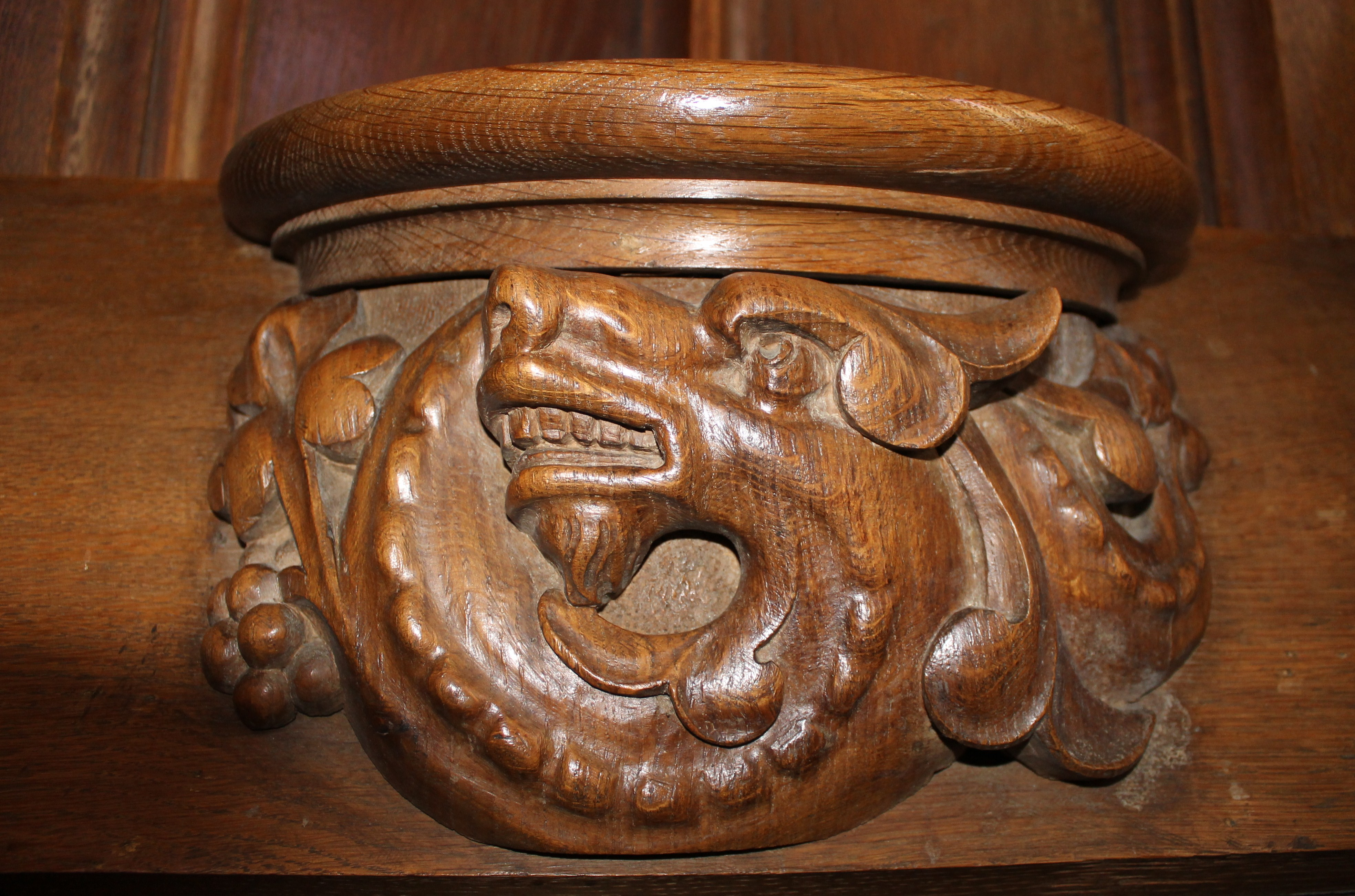
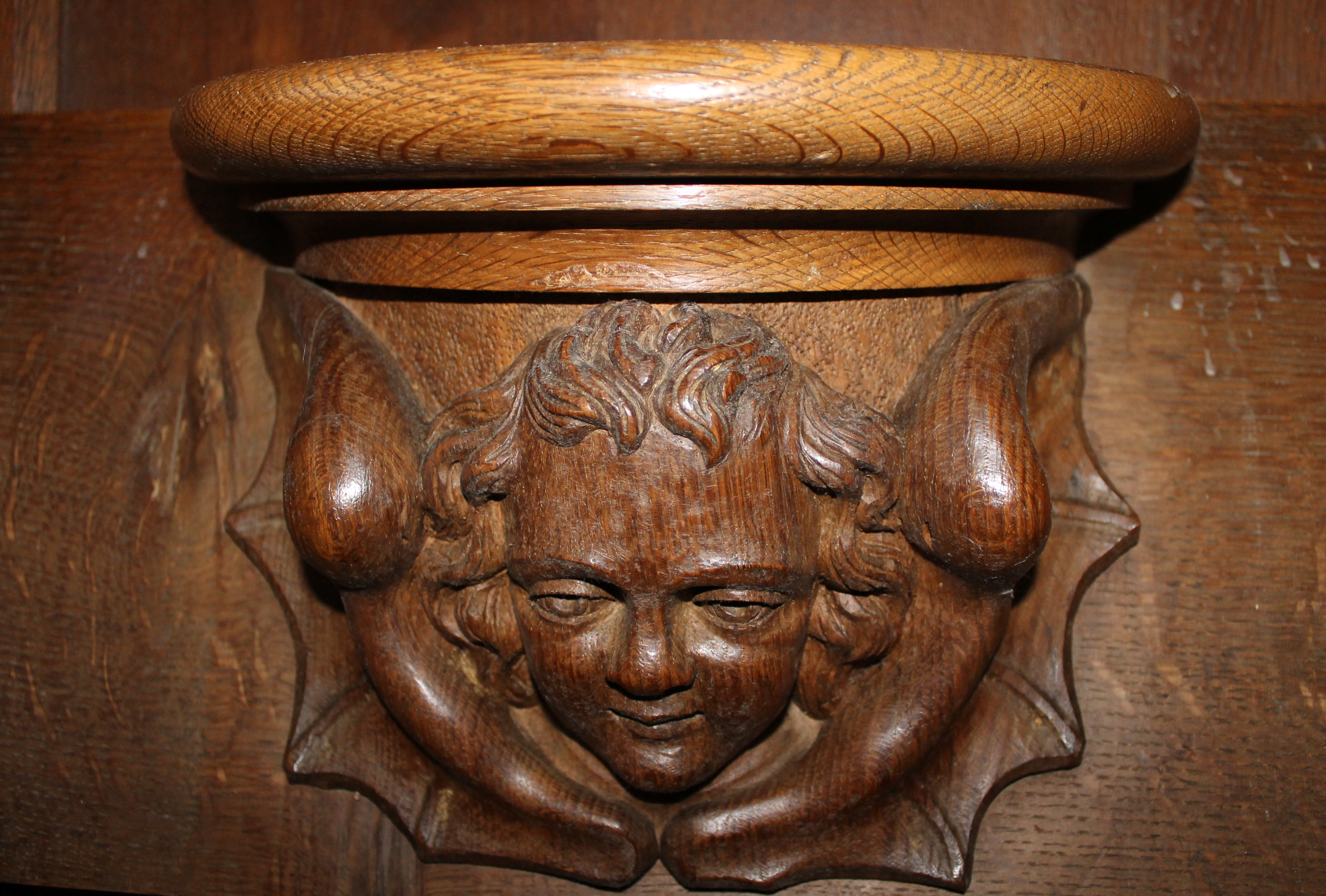
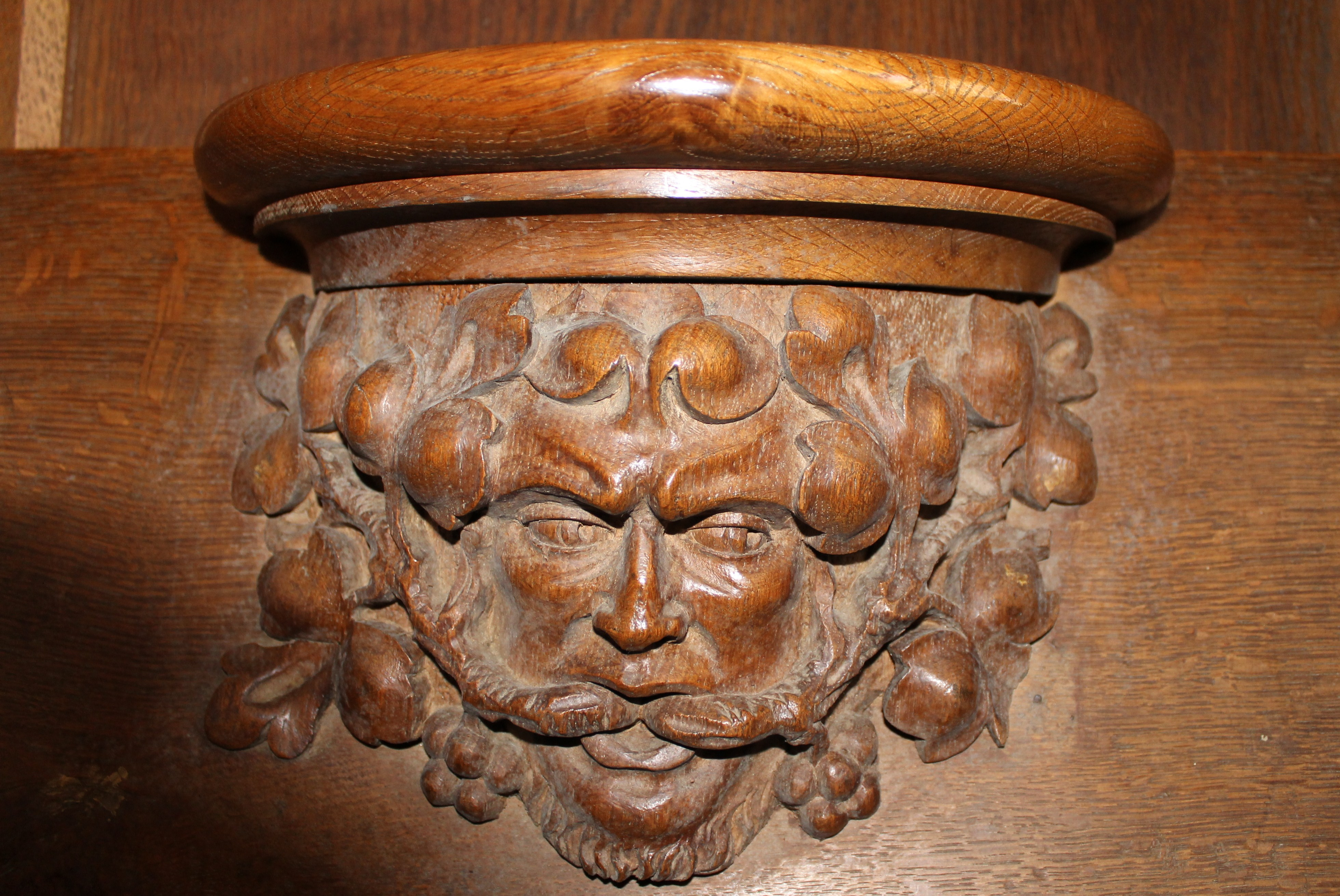

### Article lié
- Liste des monuments historiques du Calvados